# Provenance (Anders Jormin-album)
Provenance från 2013 är ett duoalbum med bröderna Anders Jormin och Christian Jormin.

## Låtlista
Låtarna är skrivna av Anders Jormin om inget annat anges.
1. And Yet, I Wish You Well (trad, arr Christian Jormin) – 3:16
2. Cirrus (Christian Jormin) – 4:59
3. Adagio Faroese – 8:17
4. Song from the Lake of Jorm (Christian Jormin) – 7:31
5. M – 6:04
6. Sol – 5:07
7. Herding Song (trad efter Omas Hanna Hansson, arr.  Christian Jormin) – 4:55
8. Ave Maria (trad efter Sinikka Langeland, arr. Anders Jormin) – 7:40
9. Bismillah (Christian Jormin) – 3:47
10. Villages and Rivers – 3:54
11. Adagio solitudo (Christian Jormin) – 4:19
12. Laid on Straw (trad, arr Christian Jormin) – 4:25

## Medverkande
- Anders Jormin – bas
- Christian Jormin – piano, slagverk, trummor

## Mottagande
Skivan fick ett mycket gott mottagande när den kom ut med ett snitt på 4,2/5 baserat på sex recensioner.